# Засік

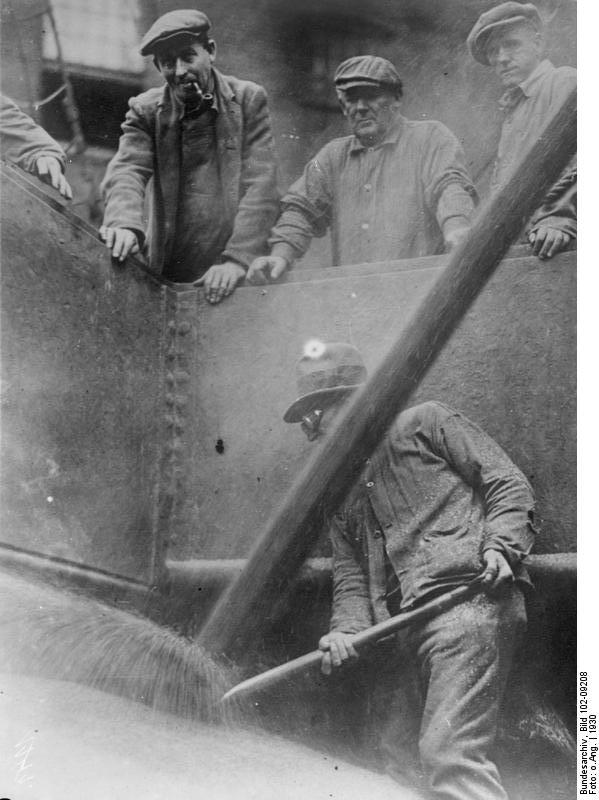
В засіках зерносховища.

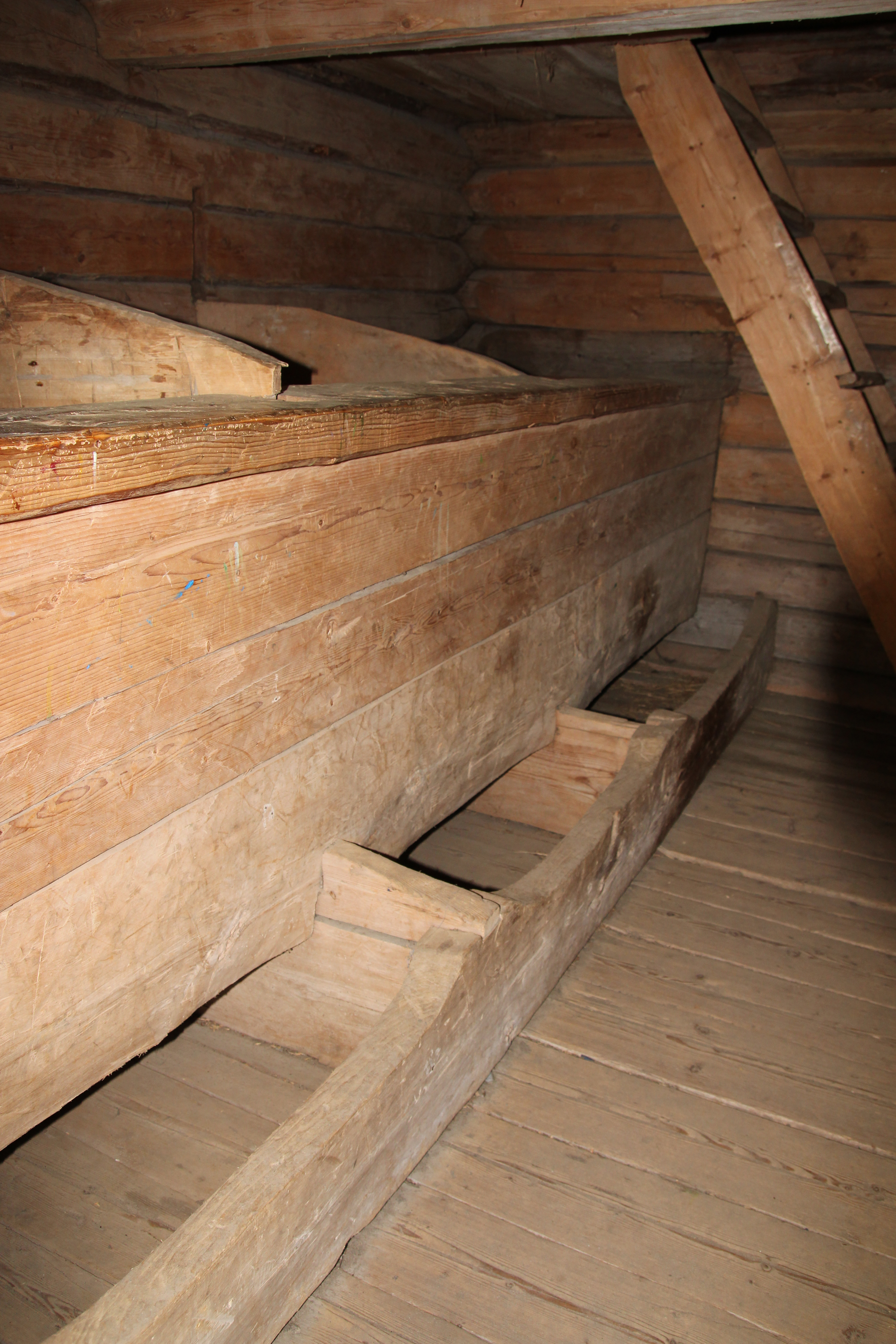
Засіки комори. Етнографічний музей у Нижньому Новгороді

За́сі́к, діал. засі́ка, сусі́к — відгороджене місце в коморі, зерносховищі, призначене для зберігання урожаю зернових культур.
Засіками також називають ящики для зберігання картоплі, інших коренеплодів, іноді — борошна. Засіки для полови називалися половниками.

## Етимологія
Слово «засік» за походженням пов'язане з сікти — у значенні «відокремлювати», «відділяти» (пор. «відсік»).

## У культурі

### Прислів'я, прикмети
- Багато снігу на полях — багато хліба в засіках.
- Коли буде критий тік, то не пустуватиме засік.
- Не треба й жита засік, коли є добрий сусід.
- Сій добірне зерно, в засіках буде повно.
- Якщо на Введення ляже глибока зима — готуй глибокі засіки.
- Якщо поле не зоране, засіки будуть пусті; якщо книга не прочитана, знань не прибуде.

### У казках
Згадується у слов'янській казці «Колобок»: «Піди у хижку, назмітай у засіці борошенця…». («піди в хижку та назмітай у засіку борошенця»),
|  | Я по засіку метений, Я із борошна спечений,— Я від баби втік, Я від діда втік, То й від тебе втечу! |